# 三淞线轮渡
三淞线轮渡，原称淞三线轮渡，为中国上海市黄浦江上的一条对江轮渡航线，也是黄浦江流入长江前的最后一条对江轮渡航线。航线西起宝山区淞浦路吴淞轮渡站，东至浦东新区三岔港轮渡站。航线始于清光绪年间。民国34年（1945年），航线定名淞三线，1956年2月1日，航线并入上海市轮渡公司，并正名为淞三线轮渡。2003年3月，淞三线轮渡改称三淞线轮渡。

## 历史

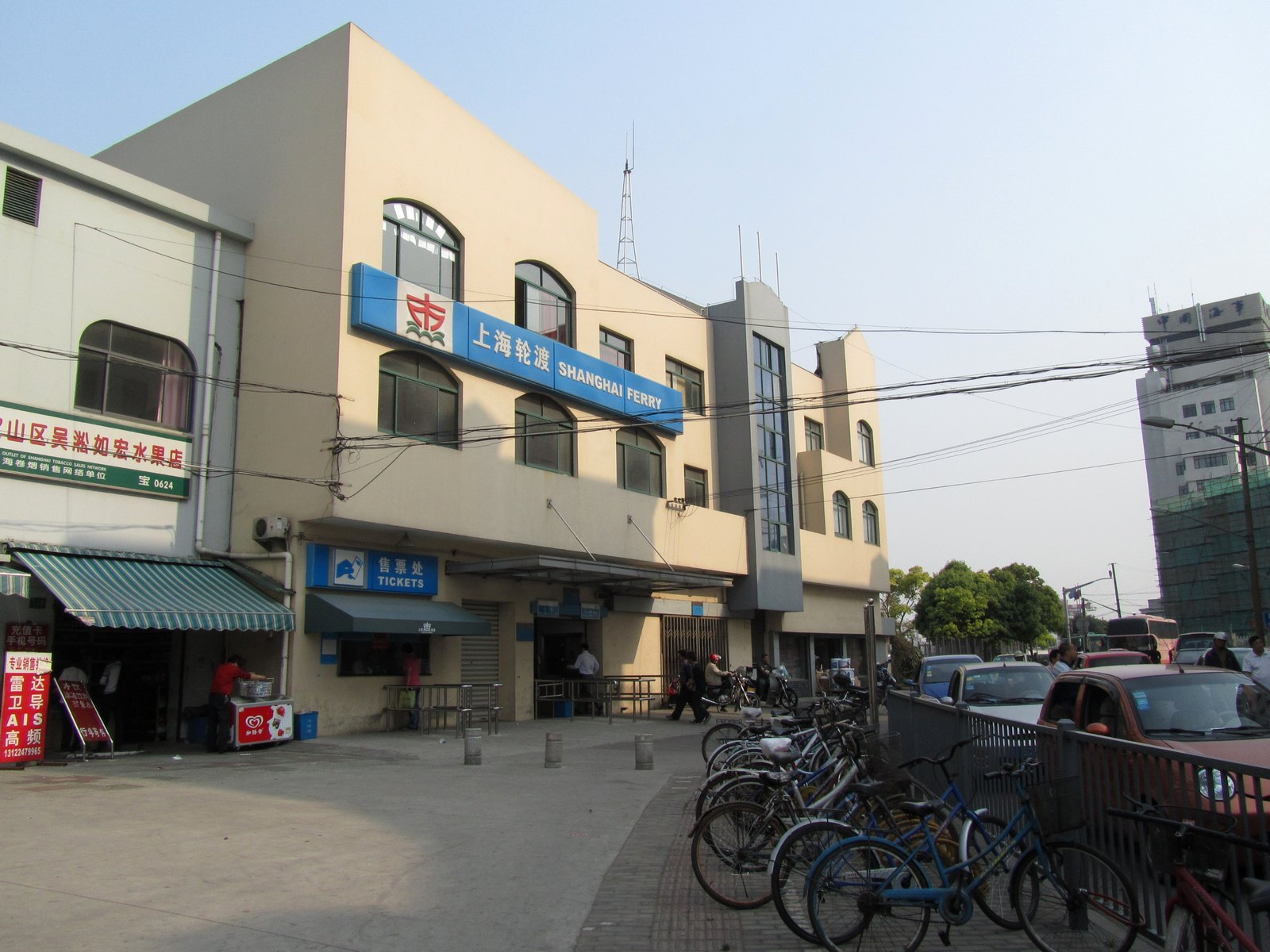
吴淞轮渡站

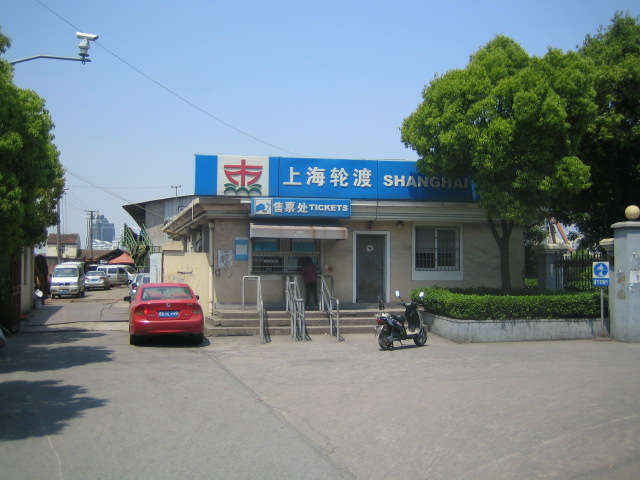
三岔港轮渡站售票处

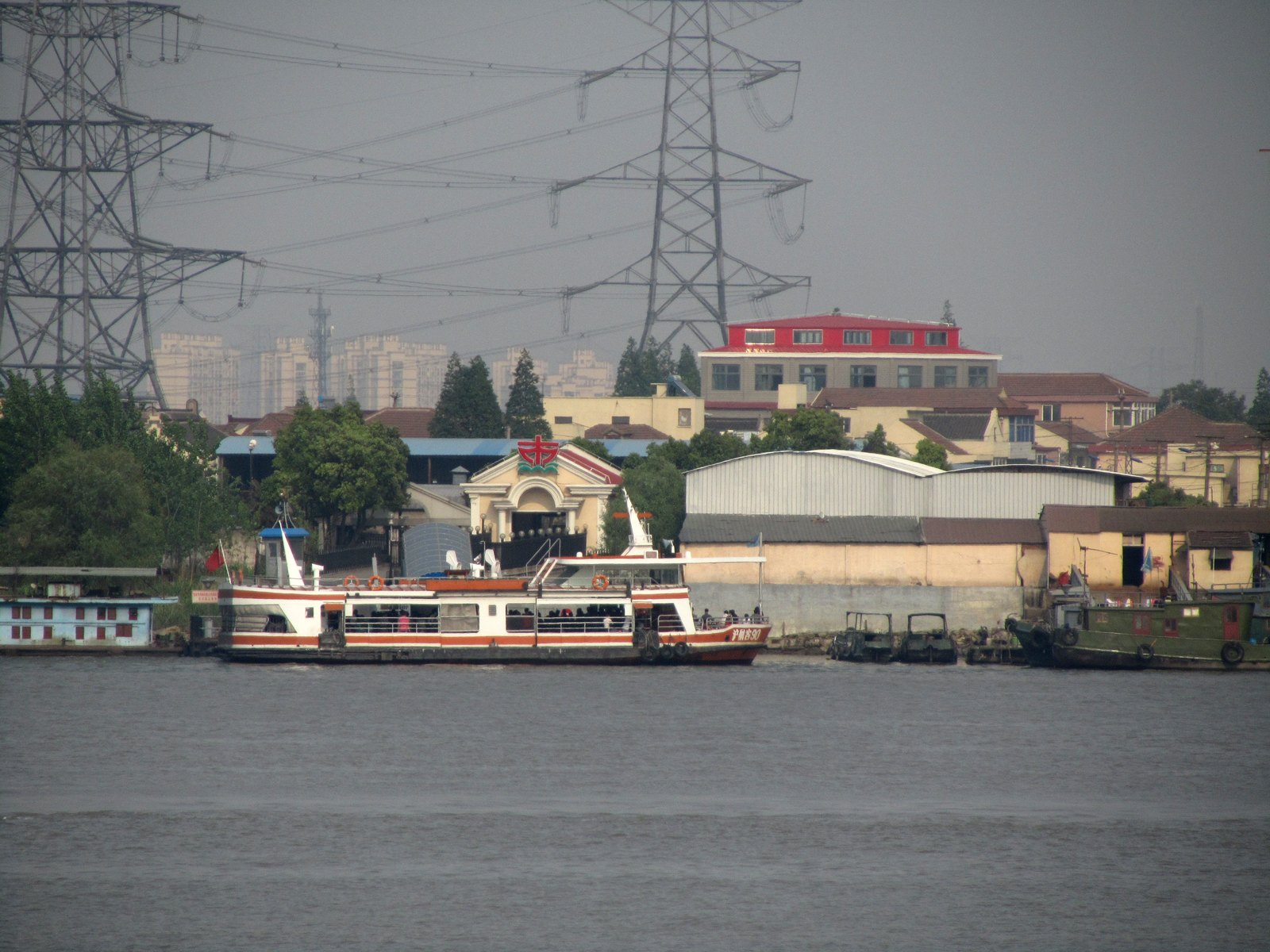
三岔港轮渡站与沪航客90渡船

三淞线轮渡航线始于清光绪年间，初期仅为当地农民自行用舢舨渡客往来吴淞与三岔港间，航线设施简陋，同时亦无开渡、收渡时间。民国6年（1917年），有人集资建造木质码头1座，以便渡客上下船。同时，航线上的舢舨数量发展到了16艘。民国12年（1923年），为平息舢舨业主为争夺客流而引起的纠纷，经业主协商后达成协议：浦西的舢舨只能载客到浦东，而浦东的舢舨只能载客到浦西，双方都只能载单程客。之后纠纷平息。民国26年（1937年）抗日战争爆发，航线停航，数月后又复航。民国34年（1945年），航线领到济渡执照并定名淞三线。国共内战上海战役前夕，航线停航，至上海解放后复航。
1953年，遣散舢舨业主，同时购入1艘原泰公线轮渡的泰公1号渡轮，更名为淞三1号投入营运，淞三线开始使用机动渡轮摆渡。1954年，又购入1艘渡轮运营，命名为淞三2号轮。1956年2月1日，航线并入上海市轮渡公司第三管理区，航线正名为淞三线轮渡。同时，市轮渡公司对航线轮渡站设施加以翻修。同时将木壳小渡轮淘汰，投入300客位钢壳渡轮渡客。
1982年7月，上海市轮渡公司第三管理区划归新成立的上海市内河航运局轮渡业务部。1983年，扩建浦西吴淞轮渡站，扩建后轮渡站建筑面积220平方米。浦东三岔港轮渡站也相应改造。新轮渡站于同年11月上旬启用。1985年1月，上海市内河航运局轮渡业务部改为上海市轮渡公司。2003年3月，淞三线轮渡改称三淞线轮渡。在上海外环高速公路外环隧道通车前，该航线还兼渡小型机动车辆，隧道建成后，机动车改走隧道。目前，该航线仍然是往来吴淞与三岔港的重要交通工具，客流巨大。
2015年7月17日9时45分，淞三线轮渡“沪航客88号”在吴淞码头附近水域与一艘黄沙船发生碰撞，事故造成轮渡船船头凹陷以及16人受伤。

## 航线班次
- 吴淞轮渡站 6：00——21：00

| 6：00——9：00   | 20分钟一班 |
| 9：00——14：00  | 30分钟一班 |
| 14：00——19：00 | 20分钟一班 |
| 19：00——21：00 | 30分钟一班 |

- 三岔港轮渡站  5：50——20：45

| 5：50——8：50   | 20分钟一班 |
| 8：50          |            |
| 9：15——13：45  | 30分钟一班 |
| 13：45         |            |
| 14：10——18：50 | 20分钟一班 |
| 18：50         |            |
| 19：15——20：45 | 30分钟一班 |

参考资料：

## 公交换乘
- 吴淞轮渡站：90、116、116B、508、728、849、952、宝山1路、宝山5路、宝山8路、宝山10路、宝山21路、宝山23路、淞嘉线、淞安专线、申崇五线、申崇五线班车
- 三岔港轮渡站：611、浦东19路